# カイル・マクラクラン
カイル・メリット・マクラクラン（Kyle Merritt MacLachlan, 1959年2月22日 - ）は、アメリカ合衆国ワシントン州ヤキマ出身の俳優。

## 略歴
スコットランド、コーンウォール、ドイツの血を引く。アイゼンハワー高校卒業。その後1982年ワシントン大学卒業。
舞台での活動を認められ、デイヴィッド・リンチの『デューン/砂の惑星』の主役に抜擢される。以来、リンチ作品の常連となり、『ブルーベルベット』やテレビシリーズ『ツイン・ピークス』でブレイクする。
1987年公開の映画『ヒドゥン』では謎の地球外生命体の侵略を阻止しようとする使命感ある主人公を演じた。その後も、フランツ・カフカ原作の不条理劇『審判』の映画化『トライアル/審判』に主演。さらに本来はテレビドラマ名義で放送された単発作品『ロズウェル』も日本では劇場公開されるなど、変らぬ人気を博す。
『ツイン・ピークス』が日本で社会現象を巻き起こしていた頃、映画『ツイン・ピークス/ローラ・パーマー最期の7日間』のプロモーションのために来日。1992年～1993年にはジョージアの『ツイン・ピークス』とのタイアップCM、スバル・インプレッサのテレビコマーシャルにも登場した。
2000年以降では、住人が不老長寿という、謎めいた村に引っ越してきたことで、村の秘密に直面して苦悩する主人公を演じた『スプリング 死の泉』など、テレビ作品で多くの主演を務めている。
また人気ドラマ『セックス・アンド・ザ・シティ』では主人公シャーロットの最初の夫トレイ・マクドゥガルを、『デスパレートな妻たち』ではブリーの2番目の夫、オーソン・ホッジを演じている。
ブルース・ベレスフォードの最新作『小さな村の小さなダンサー』では主人公の亡命を助ける弁護士役を演じている。

### プライベート
1990年代初めには、共演をきっかけに女優ローラ・ダーン、ララ・フリン・ボイルと交際。のちにスーパーモデルのリンダ・エヴァンジェリスタと約4年間婚約していたが破局。2001年に人気リアリティー番組『プロジェクト・ランウェイ』のプロデューサー、デザリー・グルーバーと結婚した。
現在は妻とニューヨークマンハッタン在住。夫妻は2匹の小さい犬、ムーキーとサム（ジャックラッセルテリアとチワワの混じったヨーキー）を飼っており、2匹のWebサイトや、Youtube上に番組を製作 し人気となっている。
2008年7月25日にロサンゼルスにて息子カルーム・リオン・マクラクラン（Callum Lyon MacLachlan）が 8ポンド6オンスで生まれたことを自身のサイトで公表している。
ワイン愛好家であり、ワシントン州コロンビアバレーにあるワイナリーにてワインメーカー、エリック・ダンハム（Eric Dunham）と共同でPursued By Bearを作っている。この名前は、シェイクスピアの『冬物語』の熊のシーンの「Exit, pursued by a bear」からつけられている。

## 主な出演作品

### 映画
| 公開年 | 邦題 原題                                                                  | 役名                      | 備考                          | 吹き替え                                      |
| ------ | -------------------------------------------------------------------------- | ------------------------- | ----------------------------- | --------------------------------------------- |
| 1984   | デューン/砂の惑星 Dune                                                     | ポール・アトレイディス    |                               | 堀秀行（日本テレビ版） 松橋登（テレビ朝日版） |
| 1986   | ブルーベルベット Blue Velvet                                               | ジェフリー                |                               | 山寺宏一（テレビ東京版）                      |
| 1987   | ヒドゥン The Hidden                                                        | ロイド・ギャラガー        |                               | 松橋登（テレビ朝日版）                        |
| 1989   | ドリーム・ブレイカー Dream Breakers                                        | ボビー・オコナー          | テレビ映画                    |                                               |
| 1990   | 恋のためなら Don't Tell Her It's Me                                        | Trout                     |                               |                                               |
| 1991   | ドアーズ The Doors                                                         | レイ・マンザレク          |                               | 大塚芳忠                                      |
| 1992   | ツイン・ピークス/ローラ・パーマー最期の7日間 Twin Peaks: Fire Walk with Me | デイル・クーパー          |                               | 原康義                                        |
| 1992   | リッチ・イン・ラブ Rich in Love                                            | ビリー・マックイーン      | 日本劇場未公開                |                                               |
| 1992   | ハートブレイク・タウン Where the Day Takes You                             | テッド                    |                               | 金尾哲夫                                      |
| 1993   | トライアル/審判 The Trial                                                  | ヨーゼフ・K               |                               |                                               |
| 1994   | ウォール・オブ・アッティカ/史上最大の刑務所暴動 Against the Wall           | マイケル・スミス          | テレビ映画                    | 二又一成                                      |
| 1994   | フリントストーン/モダン石器時代 The Flintstones                            | クリフ・ヴァンダーケイブ  |                               | 井上和彦                                      |
| 1994   | ロズウェル Roswell                                                         | ジェシー・マーセル        | テレビ映画                    |                                               |
| 1995   | ショーガール Showgirls                                                     | ザック・キャリー          |                               | 家中宏                                        |
| 1996   | ダーク・ハイウェイ Moonshine Highway                                       | ジェド                    | テレビ映画                    |                                               |
| 1996   | Wの密約 Windsor Protocol                                                   | ショーン・ディロン        | テレビ映画                    |                                               |
| 1996   | トリガー・エフェクト The Trigger Effect                                    | マシュー                  | 日本劇場未公開                | 宮本充                                        |
| 1996   | マッド・ドッグス Mad Dog Time                                              | ジェイク・パーカー        |                               | 家中宏                                        |
| 1997   | ワン・ナイト・スタンド One Night Stand                                     | ヴァーノン                |                               | 小室正幸                                      |
| 1997   | サンダーポイント Thunder Point                                             | ショーン・ディロン        | テレビ映画                    |                                               |
| 1998   | ルート9 Route 9                                                            | ブース・パーカー          | テレビ映画                    | 安原義人                                      |
| 2000   | スプリング 死の泉 The Spring                                               | デニス・コンウェイ        | テレビ映画                    | 森田順平                                      |
| 2000   | タイムコード Timecode                                                      | バニー                    |                               |                                               |
| 2000   | ハムレット Hamlet                                                          | クラウディウス            |                               | 森田順平                                      |
| 2001   | エクスチェンジ 脳・間・電・送 Xchange                                      | フィスク                  |                               | 横島亘                                        |
| 2001   | PERFUME パフューム Perfume                                                 | ビジネス・マネジャー      | 日本劇場未公開                |                                               |
| 2001   | ミー・ウィズアウト・ユー Me Without You                                    | ダニエル                  |                               | 木下浩之                                      |
| 2002   | ミランダ Miranda                                                           | Nailor                    | 日本劇場未公開                |                                               |
| 2003   | ノースフォーク 天使がくれた奇跡 Northfalk                                  | ミスター・ホープ          | 日本劇場未公開                |                                               |
| 2004   | ボーイ・ミーツ・ラブ Touch of Pink                                         | ケイリー・グラント        | 日本劇場未公開                |                                               |
| 2004   | ライブラリアン 伝説の秘宝 The Librarian: Quest for the Spear               | エドワード・ワイルド      |                               | 菅生隆之                                      |
| 2004   | ミステリアス・アイランド Mysterious Island                                 | サイラス                  | テレビ映画                    |                                               |
| 2008   | ジャスティス・リーグ:ニュー・フロンティア Justice League: The New Frontier | スーパーマン              | 声の出演 オリジナルビデオ     |                                               |
| 2008   | 旅するジーンズと19歳の旅立ち The Sisterhood of the Traveling Pants 2       | ビル・カー                | クレジットなし                |                                               |
| 2009   | 小さな村の小さなダンサー Mao's Last Dancer                                 | チャールズ・フォスター    |                               | （吹き替え版なし）                            |
| 2013   | あなたとのキスまでの距離 Breathe In                                        | ピーター・セベック        | クレジットなし 日本劇場未公開 |                                               |
| 2015   | インサイド・ヘッド Inside Out                                              | ライリーのパパ            | 声の出演                      | 花輪英司                                      |
| 2018   | ルイスと不思議の時計 The House with a Clock in Its Walls                   | アイザック・イザード      |                               | 原康義                                        |
| 2019   | ハイ・フライング・バード -目指せバスケの頂点- High Flying Bird             | デイヴィッド・セトン      | Netflixでの配信作品           | てらそままさき                                |
| 2020   | テスラ エジソンが恐れた天才 Tesla                                          | トーマス・エジソン        |                               | 栗田圭                                        |
| 2020   | カポネ Capone                                                              | カーロック                |                               | 露崎亘                                        |
| 2022   | フレッチ/死体のいる迷路 Confess, Fletch                                    | Horan                     | 日本劇場未公開                | 森田順平                                      |
| 2023   | Miranda's Victim                                                           | Chief Justice Earl Warren |                               | N/A                                           |
| 2024   | インサイド・ヘッド2 Inside Out 2                                           | ライリーのパパ            | 声の出演                      | 花輪英司                                      |
| 2024   | Blink Twice                                                                |                           | ポストプロダクション          |                                               |
| TBA    | Echo Valley                                                                | Richard Garrett           | 撮影中                        |                                               |

### テレビシリーズ
| 放映年    | 邦題 原題                                                                          | 役名                   | 備考                            | 吹き替え |
| --------- | ---------------------------------------------------------------------------------- | ---------------------- | ------------------------------- | -------- |
| 1990-1991 | ツイン・ピークス Twin Peaks                                                        | デイル・クーパー捜査官 | 主演、30エピソードに出演        | 原康義   |
| 2000-2002 | セックス・アンド・ザ・シティ Sex and the City                                      | トレイ・マクドゥガル   | シーズン3-5の23エピソードに出演 | 根本泰彦 |
| 2004      | LAW & ORDER:性犯罪特捜班 Law & Order: Special Victims Unit                         | ブレット・モートン     | 第6シーズン第6話「騙し合い」    |          |
| 2006      | In Justice                                                                         | デヴィッド・スワイン   | 13エピソードに出演              | N/A      |
| 2006-2012 | デスパレートな妻たち Desperate Housewives                                          | オーソン・ホッジ       | 85エピソードに出演              | 田中秀幸 |
| 2010-2014 | ママと恋に落ちるまで How I Met Your Mother                                         | キャプテン             | 7エピソードに出演               |          |
| 2011      | LAW & ORDER:性犯罪特捜班 Law & Order: Special Victims Unit                         | アンドリュー・レインズ | 第13シーズン第3話「子供の秘密」 |          |
| 2011-2018 | Portlandia                                                                         | Mayor                  | 24エピソードに出演              | N/A      |
| 2012      | Made in Jersey                                                                     | ドノヴァン・スターク   | 8エピソードに出演               | N/A      |
| 2013-2014 | グッド・ワイフ The Good Wife                                                       | ジョシュ・パロッティ   | 4エピソードに出演               |          |
| 2014      | BELIEVE/ビリーブ Believe                                                           | ローマン・スクーラス   | 12エピソードに出演              |          |
| 2014-2015 | エージェント・オブ・シールド Agents of S.H.I.E.L.D.                                | カルビン・ザボ         | シーズン2の13エピソードに出演   |          |
| 2017      | ツイン・ピークス The Return Twin Peaks: The Return                                 | デイル・クーパー捜査官 | 主演、18エピソードに出演        | 原康義   |
| 2023-2024 | スター・ウォーズ:ヤング・ジェダイ・アドベンチャー Star Wars: Young Jedi Adventures | ドレイヴェン・ボッシュ | 2エピソードに声の出演           |          |
| 2023      | フューチュラマ Futurama                                                            | Dung Beetle Majordomo  | 声の出演                        |          |
| 2024-     | Fallout/フォールアウト Fallout                                                     | ハンク・マクレーン     | 2エピソードに出演               | 原康義   |
| 2024      | 『インサイド・ヘッド』の世界より:ライリーの夢の製作スタジオ Dream Productions      | ビル・アンダーソン     | 声の出演                        | 花輪英司 |